# Kody Savelio
Kody Savelio (* 15. März 2009 in Kailua, Hawaii, Vereinigte Staaten) ist ein amerikanisch-samoanischer Fußballspieler auf der Position eines Abwehrspielers, der im Jahr 2024 sein Länderspieldebüt in der amerikanisch-samoanischen Fußballnationalmannschaft gab.

## Karriere
Kody Savelio wurde am 15. März 2009 in Kailua, der größten Ortschaft der hawaiianischen Insel Oʻahu, geboren. Bereits in jungen Jahren begann er mit dem Fußballspielen und setzte seine Laufbahn auch während seiner Schulzeit fort. So gehört er seit 2023 der Fußballmannschaft der Moanalua High School in der Hauptstadt Honolulu an und spielt nebenbei beim Nachwuchsausbildungsverein Hawaii Rush Soccer, mit dem er in den Jahren 2023 und 2024 zweimal den State Cup gewinnen konnte. An der Moanalua High School wird Savelio im Jahr 2027 den Abschluss erlangen. Der meist als rechter Außenverteidiger eingesetzte Savelio kam über militärische Kontakte des damaligen Trainers der amerikanisch-samoanischen U-19-/U-20-Nationalmannschaft, des Engländers David Jones, zu ersten Einsätzen für den amerikanisch-samoanischen Fußballverband. Mit der Mannschaft nahm der 15-Jährige im April 2024 an der Qualifikation zur U-19-Ozeanienmeisterschaft 2024 teil, scheiterte jedoch in allen drei Spielen gegen die Konkurrenz aus Tonga (Dritter), von den Cookinseln (Zweiter) und aus Vanuatu (Erster) und schaffte es mit Amerikanisch-Samoa nicht zu der in Apia auf Samoa stattfindenden Endrunde. Savelio kam während der Qualifikation zu zwei Einsätzen gegen die beiden erstgenannten Mannschaften.
Im Anschluss schaffte er – ebenfalls noch 15-jährig – den Sprung in die A-Nationalmannschaft von Amerikanisch-Samoa und nahm mit dem Team an der OFC-Qualifikation zur Weltmeisterschaft 2026 teil. Beim Spiel der ersten Runde gegen Samoa saß Savelio uneingesetzt auf der Ersatzbank. Für die Mannschaft bedeutete die 0:2-Niederlage in diesem Spiel das vorzeitige Ausscheiden aus der Qualifikation. Als sich Samoa drei Tage später im Finalspiel der ersten Qualirunde gegen Tonga für die zweite Runde der Qualifikation qualifizierte, absolvierte Amerikanisch-Samoa an diesem Tag ein freundschaftliches Länderspiel gegen die Cookinseln. Bei der Begegnung am 9. September 2024 gab der gebürtige Hawaiianer unter Trainer David Jones mit 15 Jahren, fünf Monaten und 25 Tagen sein Debüt in der amerikanisch-samoanischen Nationalauswahl, die das Spiel mit 2:1 für sich entschied und zum ersten Mal seit neun Jahren wieder ein Länderspiel gewann. Zusammen mit Savelio gab an diesem Tag auch der 15-jährige John-Kacey Ferreira-Sala sein A-Teamdebüt; mit dem fast 44-jährigen Routinier Nicky Salapu war in dieser Begegnung ein fast dreimal so alter Spieler auf dem Feld.